# チャーリー・バーチル
チャーリー・バーチル（Charlie Burchill、出生名：チャールズ・バーチル Charles Burchill 1959年11月27日 - ）は、スコットランド出身のロックミュージシャン、ソングライター。
同国のロックバンド「シンプル・マインズ」のギタリストとして知られている。

## 人物
1959年、グラスゴーに生まれる。高校時代にボーカルのジム・カーらと共にJohnny and the Self Abusersを結成し、ギターを担当した。バンドはその後シンプル・マインズに名前を変え1979年にデビューし、現在も活動中である。ジム・カーと共に、バンド結成から現在まで在籍するオリジナルメンバーである。
バーチルはディレイやコーラスなどのエフェクターを多用した演奏方法を得意としており、これは1982年リリースのアルバム『黄金伝説』において最も顕著である。初期のアルバムにおいては、ヴァイオリンやサックスなども演奏するマルチプレイヤーとしてバンドに貢献。1990年にキーボーディストであるマイケル・マクニールが脱退してからはキーボードやプログラミングなども担当し、バンドのメインプレイヤーとしての役割を果たしている。